# Campeonato Europeo de Baloncesto Femenino Sub-20 de 2022
El Campeonato Europeo Sub-20 de Baloncesto Femenino de 2022 fue la decimonovena edición del campeonato europeo de baloncesto para selecciones nacionales femeninas sub-20. El campeonato se jugó en Sopron, Hungría, del 8 al 16 de julio de 2022, con 16 selecciones participantes. La Selección femenina de baloncesto de España ganó el torneo, obteniendo su noveno título. 

## Equipos participantes
Tras el descenso en la edición de 2019 de Bielorusia y Alemania (Portugal terminó en 14º lugar, pero reemplazó a Rusia tras su expulsión por la invasión de 2022 de Ucrania), ascendieron Bulgaria, como ganadora de la División B del Campeonato Europeo de Baloncesto Femenino Sub-20 de 2019, Finlandia, como subcampeona de la misma, e Irlanda, como la tercera clasificada.
- Bélgica
- Bulgaria(1º)
- España
- Finlandia(2º)
- Francia
- Hungría
- Irlanda(3º)
- Italia
- Letonia
- Lituania
- Países Bajos
- Polonia
- Portugal
- República Checa
- Rusia[4]
- Serbia
- Suecia

## Organización

### Sedes
| Sopron           |
| Sopron           |
| Aréna Sopron     |
| Capacidad: 2 500 |
|                  |

### Sorteo de grupos
El sorteo de la primera ronda se celebró el 15 de febrero de 2022 en Freising, Alemania.  Los grupos quedaron distribuidos de la siguiente forma:
| Grupo A                                          | Grupo B                         | Grupo C                          | Grupo D                         |
| ------------------------------------------------ | ------------------------------- | -------------------------------- | ------------------------------- |
| Francia Hungría (H) Países Bajos República Checa | Bélgica Finlandia Italia Suecia | Bulgaria España Lituania Polonia | Irlanda Letonia Portugal Serbia |

### Formato
Fase de grupos
En la primera ronda, los equipos se dividieron en cuatro grupos de cuatro equipos cada uno. Todos los equipos avanzan a los playoffs.
Playoffs
Los equipos se enfrentan entre sí (A1-B4, A2-B3, A3-B2 y A4-B1 y C1-D4, C2-D3, C3-D2 y C4-D1). Los ganadores de cada enfrentamiento pasan a cuartos de final, y los perdedores, al cuadro por el 9.º-16.º lugar. En cuartos de final, los ganadores avanzan a semifinales, y los perdedores, al cuadro por el 5.º-8.º puesto.

## Fase de grupos
Todos los horarios corresponden al huso horario local (hora de verano de Europa Central – UTC+2).

### Grupo A
| Pos. | Equipo          | PJ | G | P | PF  | PC  | DP  | Pts |
| ---- | --------------- | -- | - | - | --- | --- | --- | --- |
| 1    | República Checa | 3  | 3 | 0 | 200 | 152 | +48 | 6   |
| 2    | Hungría         | 3  | 2 | 1 | 211 | 167 | +44 | 5   |
| 3    | Francia         | 3  | 1 | 2 | 190 | 188 | +2  | 4   |
| 4    | Países Bajos    | 3  | 0 | 3 | 137 | 231 | −94 | 3   |

 Fuente: FIBA
Jornada 1
| 8 de julio | Hungría                                        | 50–63                              | República Checa                                                    | Sopron                                                                      |  |
| 18:00      | Parciales: 17-15, 7-21, 9-20, 17-7             | Parciales: 17-15, 7-21, 9-20, 17-7 | Parciales: 17-15, 7-21, 9-20, 17-7                                 |                                                                             |  |
|            | Estadísticas Madar 12 Madar 9 Boros 4 Madar 21 | Reporte Pts Reb Asts Val           | Estadísticas 12 Kadlecová 7 Paurová 3 Paurová, Fučíková 14 Vydrová | Pabellón: Aréna Sopron Árbitros: Martin Horozov José Pedroso Anna Belousova |  |

| 8 de julio | Francia                                               | 72–49                                | Países Bajos                                                | Sopron                                                                                |  |
| 19:45      | Parciales: 19-18, 26-13, 10-14, 17-4                  | Parciales: 19-18, 26-13, 10-14, 17-4 | Parciales: 19-18, 26-13, 10-14, 17-4                        |                                                                                       |  |
|            | Estadísticas Bussiere 15 Touré 6 Astier 5 Bussiere 15 | Reporte Pts Reb Asts Val             | Estadísticas 11 Huijbens 5 van Schaik 3 Rozing 8 van Schaik | Pabellón: Aréna Sopron II Árbitros: Gintaras Maciulis Ewa Matuszewska Ruslan Khaligov |  |

Jornada 2
| 9 de julio | Países Bajos                                                        | 40–81                               | Hungría                                                         | Sopron                                                                     |  |
| 18:00      | Parciales: 9-16, 3-29, 15-24, 13-12                                 | Parciales: 9-16, 3-29, 15-24, 13-12 | Parciales: 9-16, 3-29, 15-24, 13-12                             |                                                                            |  |
|            | Estadísticas van Kruistum 13 van Schaik 9 Vennema 4 van Kruistum 11 | Reporte Pts Reb Asts Val            | Estadísticas 29 Dombai 7 Madar 5 Kéita, Dombai, Boros 32 Dombai | Pabellón: Aréna Sopron Árbitros: Sergii Zashchuk Laure Coanus Mladen Lucic |  |

| 9 de julio | República Checa                                                              | 59–54                                | Francia                                             | Sopron                                                                      |  |
| 19:45      | Parciales: 16-11, 22-18, 9-12, 12-13                                         | Parciales: 16-11, 22-18, 9-12, 12-13 | Parciales: 16-11, 22-18, 9-12, 12-13                |                                                                             |  |
|            | Estadísticas Zeithammerová, Vydrová 11 Vydrová 11 Zeithammerová 3 Vydrová 19 | Reporte Pts Reb Asts Val             | Estadísticas 15 Cardenal 9 Guèye 7 Astier 14 Astier | Pabellón: Aréna Sopron II Árbitros: Ilias Kounelles Domen Krajnc Emma Perry |  |

Jornada 3
| 10 de julio | Francia                                               | 64–80                                | Hungría                                           | Sopron                                                                       |  |
| 18:00       | Parciales: 19-17, 24-20, 9-23, 12-20                  | Parciales: 19-17, 24-20, 9-23, 12-20 | Parciales: 19-17, 24-20, 9-23, 12-20              |                                                                              |  |
|             | Estadísticas Guèye, Roumy 10 Guèye 8 Gomis 5 Guèye 15 | Reporte Pts Reb Asts Val             | Estadísticas 21 Boros 5 Telegdy 5 Boros 16 Dombai | Pabellón: Aréna Sopron Árbitros: Sergii Zashchuk Karol Kowalski Mladen Lucic |  |

| 10 de julio | República Checa                                           | 78–48                               | Países Bajos                                                 | Sopron                                                                          |  |
| 20:15       | Parciales: 17-17, 15-7, 22-20, 24-4                       | Parciales: 17-17, 15-7, 22-20, 24-4 | Parciales: 17-17, 15-7, 22-20, 24-4                          |                                                                                 |  |
|             | Estadísticas Kadlecová 15 Vydrová 10 Paurová 5 Paurová 15 | Reporte Pts Reb Asts Val            | Estadísticas 11 Vennema 12 Huijbens 2 van Schaik 14 Huijbens | Pabellón: Aréna Sopron Árbitros: Ewa Matuszewska Aurimas Borusas Krešimir Katić |  |

### Grupo B
| Pos. | Equipo    | PJ | G | P | PF  | PC  | DP  | Pts |
| ---- | --------- | -- | - | - | --- | --- | --- | --- |
| 1    | Italia    | 3  | 3 | 0 | 196 | 120 | +76 | 6   |
| 2    | Suecia    | 3  | 2 | 1 | 199 | 178 | +21 | 5   |
| 3    | Finlandia | 3  | 1 | 2 | 160 | 198 | −38 | 4   |
| 4    | Bélgica   | 3  | 0 | 3 | 156 | 215 | −59 | 3   |

 Fuente: FIBA
Jornada 1
| 8 de julio | Italia                                               | 62–47                                | Suecia                                                                   | Sopron                                                                               |  |
| 15:45      | Parciales: 9-11, 23-10, 11-12, 19-14                 | Parciales: 9-11, 23-10, 11-12, 19-14 | Parciales: 9-11, 23-10, 11-12, 19-14                                     |                                                                                      |  |
|            | Estadísticas Gilli 16 Panzera 8 Panzera 7 Panzera 26 | Reporte Pts Reb Asts Val             | Estadísticas 9 Almqvist 8 Hevinder 3 Almqvist, Jonsson Ojala 14 Almqvist | Pabellón: Aréna Sopron Árbitros: Ivana Ivanovic Domen Krajnc Sandra Sánchez González |  |

| 8 de julio | Bélgica                                                                     | 60–67                                 | Finlandia                                                            | Sopron                                                                      |  |
| 20:15      | Parciales: 20-15, 17-18, 10-24, 13-10                                       | Parciales: 20-15, 17-18, 10-24, 13-10 | Parciales: 20-15, 17-18, 10-24, 13-10                                |                                                                             |  |
|            | Estadísticas Kapenga, van Eupen 12 Ndiribe, Kapenga 7 van Gils 7 Kapenga 11 | Reporte Pts Reb Asts Val              | Estadísticas 18 Kujala 9 Sandvik 4 Ollilainen 15 Ollilainen, Sandvik | Pabellón: Aréna Sopron Árbitros: Sergii Zashchuk Aurimas Borusas Emma Perry |  |

Jornada 2
| 9 de julio | Suecia                                       | 81–61                                | Bélgica                                                                | Sopron                                                                    |  |
| 15:15      | Parciales: 18-17, 26-19, 20-18, 17-7         | Parciales: 18-17, 26-19, 20-18, 17-7 | Parciales: 18-17, 26-19, 20-18, 17-7                                   |                                                                           |  |
|            | Estadísticas Ekh 19 Ekh 11 Almqvist 5 Ekh 28 | Reporte Pts Reb Asts Val             | Estadísticas 12 van Eupen 6 Kapenga 3 van Gils, Billiaert 13 van Eupen | Pabellón: Aréna Sopron II Árbitros: Petr Hruša Karol Kowalski Tijmen Last |  |

| 9 de julio | Finlandia                                               | 38–67                               | Italia                                            | Sopron                                                                                  |  |
| 20:15      | Parciales: 2-16, 9-24, 17-15, 10-12                     | Parciales: 2-16, 9-24, 17-15, 10-12 | Parciales: 2-16, 9-24, 17-15, 10-12               |                                                                                         |  |
|            | Estadísticas Sandvik 12 Sandvik 6 Uusimaki 3 Seppala 11 | Reporte Pts Reb Asts Val            | Estadísticas 10 Gilli 5 Ronchi 7 Panzera 14 Gilli | Pabellón: Aréna Sopron Árbitros: Martin Horozov Brigitta Csabai-Kaskötő Blazo Begenisic |  |

Jornada 3
| 10 de julio | Finlandia                                                                              | 55–71                                 | Suecia                                                  | Sopron                                                                             |  |
| 17:30       | Parciales: 13-14, 18-14, 11-18, 13-25                                                  | Parciales: 13-14, 18-14, 11-18, 13-25 | Parciales: 13-14, 18-14, 11-18, 13-25                   |                                                                                    |  |
|             | Estadísticas Aarnio, Sandvik 13 Taponen, Sandvik 8 Ollilainen 4 Ollilainen, Sandvik 15 | Reporte Pts Reb Asts Val              | Estadísticas 16 Collins 6 Hevinder 4 Collins 20 Collins | Pabellón: Aréna Sopron II Árbitros: Ilias Kounelles Gintaras Maciulis Domen Krajnc |  |

| 10 de julio | Italia                                                                | 67–35                               | Bélgica                                                              | Sopron                                                                    |  |
| 19:45       | Parciales: 26-4, 25-10, 6-11, 10-10                                   | Parciales: 26-4, 25-10, 6-11, 10-10 | Parciales: 26-4, 25-10, 6-11, 10-10                                  |                                                                           |  |
|             | Estadísticas Allievi, Ronchi 11 Gilli 6 cuatro jugadoras 2 Allievi 18 | Reporte Pts Reb Asts Val            | Estadísticas 10 Desplenter, van Gils 7 Kapenga 2 Kapenga 5 van Eupen | Pabellón: Aréna Sopron II Árbitros: Alin Faur Anna Belousova José Pedroso |  |

### Grupo C
| Pos. | Equipo   | PJ | G | P | PF  | PC  | DP   | Pts |
| ---- | -------- | -- | - | - | --- | --- | ---- | --- |
| 1    | España   | 3  | 3 | 0 | 255 | 134 | +121 | 6   |
| 2    | Polonia  | 3  | 2 | 1 | 223 | 186 | +37  | 5   |
| 3    | Lituania | 3  | 1 | 2 | 146 | 198 | −52  | 4   |
| 4    | Bulgaria | 3  | 0 | 3 | 154 | 260 | −106 | 3   |

 Fuente: FIBA
Jornada 1
| 8 de julio | España                                                              | 80–40                               | Lituania                                                            | Sopron                                                                            |  |
| 13:30      | Parciales: 18-16, 21-11, 19-5, 22-8                                 | Parciales: 18-16, 21-11, 19-5, 22-8 | Parciales: 18-16, 21-11, 19-5, 22-8                                 |                                                                                   |  |
|            | Estadísticas Morro 13 Morro 8 Dembele, Contell, Garfella 3 Morro 21 | Reporte Pts Reb Asts Val            | Estadísticas 12 Zdanevičiūtė 8 Savostaitė 4 Janionytė 9 Čižauskaitė | Pabellón: Aréna Sopron Árbitros: Alin Faur Krešimir Katić Brigitta Csabai-Kaskötő |  |

| 8 de julio | Polonia                                                                           | 90–75                                 | Bulgaria                                                             | Sopron                                                                     |  |
| 17:30      | Parciales: 24-17, 18-26, 21-17, 27-15                                             | Parciales: 24-17, 18-26, 21-17, 27-15 | Parciales: 24-17, 18-26, 21-17, 27-15                                |                                                                            |  |
|            | Estadísticas Szymkiewicz 28 Piechowiak 9 Rogozińska, Szymkiewicz 6 Szymkiewicz 31 | Reporte Pts Reb Asts Val              | Estadísticas 20 Georgieva 6 V. Vasileva 6 V. Vasileva 22 V. Vasileva | Pabellón: Aréna Sopron II Árbitros: Petr Hruša Blazo Begenisic Tijmen Last |  |

Jornada 2
| 9 de julio | Lituania                                                                        | 34–66                               | Polonia                                                                          | Sopron                                                                         |  |
| 13:30      | Parciales: 6-20, 10-13, 7-16, 11-17                                             | Parciales: 6-20, 10-13, 7-16, 11-17 | Parciales: 6-20, 10-13, 7-16, 11-17                                              |                                                                                |  |
|            | Estadísticas Zdanevičiūtė 7 Savostaitė 5 Janionytė 4 Aukštikalnytė, Janionytė 4 | Reporte Pts Reb Asts Val            | Estadísticas 16 Szymkiewicz 9 Piechowiak 4 Kuczyńska, Szymkiewicz 14 Szymkiewicz | Pabellón: Aréna Sopron Árbitros: Andre Bongiorni Krešimir Katić Anna Belousova |  |

| 9 de julio | Bulgaria                                                                   | 27–98                             | España                                                       | Sopron                                                                       |  |
| 15:45      | Parciales: 5-32, 6-17, 7-30, 9-19                                          | Parciales: 5-32, 6-17, 7-30, 9-19 | Parciales: 5-32, 6-17, 7-30, 9-19                            |                                                                              |  |
|            | Estadísticas Damyanova 6 Madankova, Damyanova 4 Madankova 3 Aleksandrova 3 | Reporte Pts Reb Asts Val          | Estadísticas 13 Alarcón 8 de Santiago 4 Buenavida 18 Alarcón | Pabellón: Aréna Sopron Árbitros: Ivana Ivanovic José Pedroso Ruslan Khaligov |  |

Jornada 3
| 10 de julio | España                                                                    | 77–67                                 | Polonia                                                                              | Sopron                                                                            |  |
| 13:00       | Parciales: 31-14, 14-17, 11-23, 21-13                                     | Parciales: 31-14, 14-17, 11-23, 21-13 | Parciales: 31-14, 14-17, 11-23, 21-13                                                |                                                                                   |  |
|             | Estadísticas Lamana, Buenavida 16 Capel 9 Lamana, Garfella 4 Buenavida 16 | Reporte Pts Reb Asts Val              | Estadísticas 19 Szymkiewicz 7 Borkowska 2 Kuczyńska, Rogozińska, Kurach 12 Wnorowska | Pabellón: Aréna Sopron II Árbitros: Ivana Ivanovic Alexander Eger Blazo Begenisic |  |

| 10 de julio | Bulgaria                                                        | 52–72                                | Lituania                                                                             | Sopron                                                                 |  |
| 15:15       | Parciales: 19-11, 14-20, 5-18, 14-23                            | Parciales: 19-11, 14-20, 5-18, 14-23 | Parciales: 19-11, 14-20, 5-18, 14-23                                                 |                                                                        |  |
|             | Estadísticas Georgieva 16 Georgieva 7 V. Ivanova 3 Georgieva 14 | Reporte Pts Reb Asts Val             | Estadísticas 17 Aukštikalnytė, Savostaitė 8 Čižauskaitė 5 Zdanevičiūtė 18 Savostaitė | Pabellón: Aréna Sopron II Árbitros: Petr Hruša Laure Coanus Emma Perry |  |

### Grupo D
| Pos. | Equipo   | PJ | G | P | PF  | PC  | DP  | Pts |
| ---- | -------- | -- | - | - | --- | --- | --- | --- |
| 1    | Portugal | 3  | 2 | 1 | 192 | 147 | +45 | 5   |
| 2    | Serbia   | 3  | 2 | 1 | 200 | 191 | +9  | 5   |
| 3    | Letonia  | 3  | 2 | 1 | 195 | 183 | +12 | 5   |
| 4    | Irlanda  | 3  | 0 | 3 | 168 | 234 | −66 | 3   |

 Fuente: FIBA
Notas:
1. 1 2 3  Portugal: 3 pts. (1–1), +24 DP; Serbia: 3 pts. (1–1), +4 DP; Letonia: 3 pts. (1–1), -28 DP

Jornada 1
| 8 de julio | Serbia                                                                       | 64–65                                 | Letonia                                            | Sopron                                                                          |  |
| 13:00      | Parciales: 19-17, 18-16, 14-20, 13-12                                        | Parciales: 19-17, 18-16, 14-20, 13-12 | Parciales: 19-17, 18-16, 14-20, 13-12              |                                                                                 |  |
|            | Estadísticas M. Matić 12 Vučković 10 cinco jugadoras 2 M. Matić, Vučković 18 | Reporte Pts Reb Asts Val              | Estadísticas 15 Leimane 7 Sila 5 Vīksne 15 Leimane | Pabellón: Aréna Sopron II Árbitros: Ilias Kounelles Laure Coanus Karol Kowalski |  |

| 8 de julio | Portugal                                                       | 68–47                               | Irlanda                                                                | Sopron                                                                           |  |
| 15:15      | Parciales: 22-17, 21-10, 16-5, 9-15                            | Parciales: 22-17, 21-10, 16-5, 9-15 | Parciales: 22-17, 21-10, 16-5, 9-15                                    |                                                                                  |  |
|            | Estadísticas Gonçalves 14 Barros 7 Azulay 3 Barreto, Azulay 11 | Reporte Pts Reb Asts Val            | Estadísticas 14 O'Donell 7 McCleane 2 Finn, Maguire 7 cuatro jugadoras | Pabellón: Aréna Sopron II Árbitros: Andrea Bongiorni Mladen Lucic Alexander Eger |  |

Jornada 2
| 9 de julio | Letonia                                                         | 45–74                               | Portugal                                                                | Sopron                                                                               |  |
| 13:00      | Parciales: 14-24, 16-21, 11-6, 4-23                             | Parciales: 14-24, 16-21, 11-6, 4-23 | Parciales: 14-24, 16-21, 11-6, 4-23                                     |                                                                                      |  |
|            | Estadísticas Leimane 15 Jasa, Sičeva 6 Vīksne, Jasa 2 Vīksne 12 | Reporte Pts Reb Asts Val            | Estadísticas 25 Barreto 9 Paisana, Azulay 4 Paisana, Cegonho 22 Barreto | Pabellón: Aréna Sopron II Árbitros: Gintaras Maciulis Ewa Matuszewska Alexander Eger |  |

| 9 de julio | Irlanda                                        | 76–81                                 | Serbia                                                      | Sopron                                                                                |  |
| 17:30      | Parciales: 20-23, 18-22, 16-19, 22-17          | Parciales: 20-23, 18-22, 16-19, 22-17 | Parciales: 20-23, 18-22, 16-19, 22-17                       |                                                                                       |  |
|            | Estadísticas Hickey 20 Finn 7 Finn 5 Hickey 24 | Reporte Pts Reb Asts Val              | Estadísticas 20 Zarić 7 Boričić 4 Marcetic, Bukvić 19 Zarić | Pabellón: Aréna Sopron II Árbitros: Alin Faur Sandra Sánchez González Aurimas Borusas |  |

Jornada 3
| 10 de julio | Serbia                                                        | (OT) 55–50                                         | Portugal                                                           | Sopron                                                                                          |  |
| 13:30       | Parciales: 11-9, 9-4, 9-18, 13-11 (T.E.: 4-4, 9-4)            | Parciales: 11-9, 9-4, 9-18, 13-11 (T.E.: 4-4, 9-4) | Parciales: 11-9, 9-4, 9-18, 13-11 (T.E.: 4-4, 9-4)                 |                                                                                                 |  |
|             | Estadísticas Bukvić 12 Boričić 16 Corto, Boričić 3 Boričić 20 | Reporte Pts Reb Asts Val                           | Estadísticas 21 Carregosa 9 Barreto, Azulay 3 Barreto 15 Carregosa | Pabellón: Aréna Sopron Árbitros: Martin Horozov Brigitta Csabai-Kaskötő Sandra Sánchez González |  |

| 10 de julio | Irlanda                                               | 45–85                               | Letonia                                                     | Sopron                                                                        |  |
| 15:45       | Parciales: 12-20, 6-12, 9-30, 18-23                   | Parciales: 12-20, 6-12, 9-30, 18-23 | Parciales: 12-20, 6-12, 9-30, 18-23                         |                                                                               |  |
|             | Estadísticas O'Donnell 10 Rafferty 8 Finn 3 Hickey 10 | Reporte Pts Reb Asts Val            | Estadísticas 17 Leimane, Ķīvīte 8 Priede 9 Vīksne 23 Vīksne | Pabellón: Aréna Sopron Árbitros: Andrea Bongiorni Ruslan Khaligov Tijmen Last |  |

## Cuadro final
Todos los horarios corresponden al huso horario local (hora de verano de Europa Central – UTC+2).
|  | Octavos de final | Octavos de final | Octavos de final |          |                 | Cuartos de final | Cuartos de final | Cuartos de final |  |                 | Semifinales     | Semifinales | Semifinales |         |                 | Final           | Final        | Final       |  |
|  | 12 de julio      | 12 de julio      | 12 de julio      |          |                 | 13 de julio      | 13 de julio      | 13 de julio      |  |                 | 15 de julio     | 15 de julio | 15 de julio |         |                 | 16 de julio     | 16 de julio  | 16 de julio |  |
|  |                  |                  |                  |          |                 |                  |                  |                  |  |                 |                 |             |             |         |                 |                 |              |             |  |
|  |                  |                  |                  |          |                 |                  |                  |                  |  |                 |                 |             |             |         |                 |                 |              |             |  |
|  | A1               | República Checa  | 65               |          |                 |                  |                  |                  |  |                 |                 |             |             |         |                 |                 |              |             |  |
|  | A1               | República Checa  | 65               |          |                 |                  |                  |                  |  |                 |                 |             |             |         |                 |                 |              |             |  |
|  | B4               | Bélgica          | 42               |          |                 |                  |                  |                  |  |                 |                 |             |             |         |                 |                 |              |             |  |
|  | B4               | Bélgica          | 42               |          | República Checa | República Checa  | 64               |                  |  |                 |                 |             |             |         |                 |                 |              |             |  |
|  |                  |                  |                  |          | República Checa | República Checa  | 64               |                  |  |                 |                 |             |             |         |                 |                 |              |             |  |
|  |                  |                  | Polonia          | Polonia  | 43              |                  |                  |                  |  |                 |                 |             |             |         |                 |                 |              |             |  |
|  | C2               | Polonia          | Polonia          | Polonia  | 43              | 70               |                  |                  |  |                 |                 |             |             |         |                 |                 |              |             |  |
|  | C2               | Polonia          |                  |          |                 |                  |                  |                  |  |                 |                 |             |             |         |                 |                 |              |             |  |
|  | D3               | Letonia          | 54               |          |                 |                  |                  |                  |  |                 |                 |             |             |         |                 |                 |              |             |  |
|  | D3               | Letonia          | 54               |          |                 |                  |                  |                  |  | República Checa | República Checa | 65          |             |         |                 |                 |              |             |  |
|  |                  |                  |                  |          |                 |                  |                  |                  |  | República Checa | República Checa | 65          |             |         |                 |                 |              |             |  |
|  |                  |                  | Francia          | Francia  | 63              |                  |                  |                  |  |                 |                 |             |             |         |                 |                 |              |             |  |
|  | B2               | Suecia           | Francia          | Francia  | 63              | 57               |                  |                  |  |                 |                 |             |             |         |                 |                 |              |             |  |
|  | B2               | Suecia           |                  |          |                 |                  |                  |                  |  |                 |                 |             |             |         |                 |                 |              |             |  |
|  | A3               | Francia          | 73               |          |                 |                  |                  |                  |  |                 |                 |             |             |         |                 |                 |              |             |  |
|  | A3               | Francia          | 73               |          | Francia         | Francia          | 77               |                  |  |                 |                 |             |             |         |                 |                 |              |             |  |
|  |                  |                  |                  |          | Francia         | Francia          | 77               |                  |  |                 |                 |             |             |         |                 |                 |              |             |  |
|  |                  |                  | Portugal         | Portugal | 35              |                  |                  |                  |  |                 |                 |             |             |         |                 |                 |              |             |  |
|  | D1               | Portugal         | Portugal         | Portugal | 35              | 90               |                  |                  |  |                 |                 |             |             |         |                 |                 |              |             |  |
|  | D1               | Portugal         |                  |          |                 |                  |                  |                  |  |                 |                 |             |             |         |                 |                 |              |             |  |
|  | C4               | Bulgaria         | 54               |          |                 |                  |                  |                  |  |                 |                 |             |             |         |                 |                 |              |             |  |
|  | C4               | Bulgaria         | 54               |          |                 |                  |                  |                  |  |                 |                 |             |             |         | República Checa | República Checa | 42           |             |  |
|  |                  |                  |                  |          |                 |                  |                  |                  |  |                 |                 |             |             |         | República Checa | República Checa | 42           |             |  |
|  |                  |                  | España           | España   | 47              |                  |                  |                  |  |                 |                 |             |             |         |                 |                 |              |             |  |
|  | A2               | Hungría          | España           | España   | 47              | 84               |                  |                  |  |                 |                 |             |             |         |                 |                 |              |             |  |
|  | A2               | Hungría          |                  |          |                 |                  |                  |                  |  |                 |                 |             |             |         |                 |                 |              |             |  |
|  | B3               | Finlandia        | 74               |          |                 |                  |                  |                  |  |                 |                 |             |             |         |                 |                 |              |             |  |
|  | B3               | Finlandia        | 74               |          | Hungría         | Hungría          | 56               |                  |  |                 |                 |             |             |         |                 |                 |              |             |  |
|  |                  |                  |                  |          | Hungría         | Hungría          | 56               |                  |  |                 |                 |             |             |         |                 |                 |              |             |  |
|  |                  |                  | España           | España   | 70              |                  |                  |                  |  |                 |                 |             |             |         |                 |                 |              |             |  |
|  | C1               | España           | España           | España   | 70              | 87               |                  |                  |  |                 |                 |             |             |         |                 |                 |              |             |  |
|  | C1               | España           |                  |          |                 |                  |                  |                  |  |                 |                 |             |             |         |                 |                 |              |             |  |
|  | D4               | Irlanda          | 30               |          |                 |                  |                  |                  |  |                 |                 |             |             |         |                 |                 |              |             |  |
|  | D4               | Irlanda          | 30               |          |                 |                  |                  |                  |  | España          | España          | 56          |             |         |                 |                 |              |             |  |
|  |                  |                  |                  |          |                 |                  |                  |                  |  | España          | España          | 56          |             |         |                 |                 |              |             |  |
|  |                  |                  | Italia           | Italia   | 40              |                  |                  |                  |  |                 |                 |             |             |         |                 |                 |              |             |  |
|  | B1               | Italia           | Italia           | Italia   | 40              | 76               |                  |                  |  |                 |                 |             |             |         |                 |                 |              |             |  |
|  | B1               | Italia           |                  |          |                 |                  |                  |                  |  |                 |                 |             |             |         |                 |                 |              |             |  |
|  | A4               | Países Bajos     | 36               |          |                 |                  |                  |                  |  |                 |                 |             |             |         |                 |                 |              |             |  |
|  | A4               | Países Bajos     | 36               |          | Italia          | Italia           | 72               |                  |  |                 |                 |             |             |         | Tercer lugar    | Tercer lugar    | Tercer lugar |             |  |
|  |                  |                  |                  |          | Italia          | Italia           | 72               |                  |  |                 |                 |             |             |         | Tercer lugar    | Tercer lugar    | Tercer lugar |             |  |
|  |                  |                  | Serbia           | Serbia   | 46              |                  |                  |                  |  |                 |                 |             |             |         |                 |                 |              |             |  |
|  | D2               | Serbia           | Serbia           | Serbia   | 46              | 71               |                  |                  |  |                 |                 |             |             | Francia | Francia         | 48              |              |             |  |
|  | D2               | Serbia           |                  |          |                 |                  |                  |                  |  |                 |                 |             |             | Francia | Francia         | 48              |              |             |  |
|  | C3               | Lituania         | 41               |          |                 |                  |                  |                  |  |                 |                 |             |             |         |                 | Italia          | Italia       | 64          |  |
|  | C3               | Lituania         | 41               |          |                 |                  |                  |                  |  |                 |                 |             |             |         |                 | Italia          | Italia       | 64          |  |
|  |                  |                  |                  |          |                 |                  |                  |                  |  |                 |                 |             |             |         |                 |                 |              |             |  |

### Octavos de final
| 12 de julio | Polonia                                                                       | 70–54                                 | Letonia                                        | Sopron                                                                          |  |
| 13:00       | Parciales: 15-12, 23-14, 16-16, 16-12                                         | Parciales: 15-12, 23-14, 16-16, 16-12 | Parciales: 15-12, 23-14, 16-16, 16-12          |                                                                                 |  |
|             | Estadísticas Szymkiewicz 16 Borkowska, Piechowiak 7 Rogozińska 6 Borkowska 20 | Reporte Pts Reb Asts Val              | Estadísticas 11 Ozola 9 Priede 4 Jasa 14 Ozola | Pabellón: Aréna Sopron II Árbitros: Ivana Ivanovic Aurimas Borusas Mladen Lucic |  |

| 12 de julio | Serbia                                             | 71–41                                | Lituania                                                           | Sopron                                                                   |  |
| 13:30       | Parciales: 24-10, 12-14, 14-11, 21-6               | Parciales: 24-10, 12-14, 14-11, 21-6 | Parciales: 24-10, 12-14, 14-11, 21-6                               |                                                                          |  |
|             | Estadísticas Rosic 23 Marcetic 8 Bukvić 5 Rosic 14 | Reporte Pts Reb Asts Val             | Estadísticas 10 Janionytė 8 Čižauskaitė 2 Janionytė 12 Motekaitytė | Pabellón: Aréna Sopron Árbitros: Sergii Zashchuk Petr Hruša Laure Coanus |  |

| 12 de julio | República Checa                                                   | 65–42                               | Bélgica                                                    | Sopron                                                                                |  |
| 15:15       | Parciales: 16-4, 19-15, 19-15, 11-8                               | Parciales: 16-4, 19-15, 19-15, 11-8 | Parciales: 16-4, 19-15, 19-15, 11-8                        |                                                                                       |  |
|             | Estadísticas Kadlecová 15 Paurová 10 Zeithammerová 4 Kadlecová 16 | Reporte Pts Reb Asts Val            | Estadísticas 16 van Eupen 9 Ndiribe 6 Ndiribe 23 van Eupen | Pabellón: Aréna Sopron II Árbitros: Karol Kowalski Emma Perry Brigitta Csabai-Kaskötő |  |

| 12 de julio | Italia                                                     | 76–36                                | Países Bajos                                                                                         | Sopron                                                                          |  |
| 15:45       | Parciales: 13-2, 20-13, 17-10, 26-11                       | Parciales: 13-2, 20-13, 17-10, 26-11 | Parciales: 13-2, 20-13, 17-10, 26-11                                                                 |                                                                                 |  |
|             | Estadísticas Gilli 13 Gilli 10 Allievi, Panzera 3 Gilli 19 | Reporte Pts Reb Asts Val             | Estadísticas 8 van Schaik, Huijbens, Toornstra 8 van Kruistum 1 Vennema, Huijbens, Sendar 8 Huijbens | Pabellón: Aréna Sopron Árbitros: Martin Horozov Blazo Begenisic Ruslan Khaligov |  |

| 12 de julio | Suecia                                     | 57–73                                 | Francia                                            | Sopron                                                                                       |  |
| 17:30       | Parciales: 18-23, 15-11, 12-23, 12-16      | Parciales: 18-23, 15-11, 12-23, 12-16 | Parciales: 18-23, 15-11, 12-23, 12-16              |                                                                                              |  |
|             | Estadísticas Ekh 18 Ekh 9 Collins 5 Ekh 22 | Reporte Pts Reb Asts Val              | Estadísticas 13 Roumy 10 Astier 9 Astier 16 Astier | Pabellón: Aréna Sopron II Árbitros: Ilias Kounelles Andrea Bongiorni Sandra Sánchez González |  |

| 12 de julio | Hungría                                              | 84–74                                 | Finlandia                                                         | Sopron                                                               |  |
| 18:00       | Parciales: 19-24, 27-20, 19-14, 19-16                | Parciales: 19-24, 27-20, 19-14, 19-16 | Parciales: 19-24, 27-20, 19-14, 19-16                             |                                                                      |  |
|             | Estadísticas Dombai 27 Krasovec 8 Dombai 8 Dombai 36 | Reporte Pts Reb Asts Val              | Estadísticas 14 Ollilainen, Sandvik 8 Sandvik 5 Aarnio 18 Sandvik | Pabellón: Aréna Sopron Árbitros: Alin Faur José Pedroso Domen Krajnc |  |

| 12 de julio | Portugal                                            | 90–54                                 | Bulgaria                                                          | Sopron                                                                              |  |
| 19:45       | Parciales: 21-12, 23-16, 24-13, 22-13               | Parciales: 21-12, 23-16, 24-13, 22-13 | Parciales: 21-12, 23-16, 24-13, 22-13                             |                                                                                     |  |
|             | Estadísticas Azulay 17 Azulay 11 Polici 7 Azulay 27 | Reporte Pts Reb Asts Val              | Estadísticas 13 Grigorova 5 V. Ivanova 6 V. Vasileva 12 Grigorova | Pabellón: Aréna Sopron II Árbitros: Gintaras Maciulis Krešimir Katić Alexander Eger |  |

| 12 de julio | España                                                 | 87–30                              | Irlanda                                           | Sopron                                                                       |  |
| 20:15       | Parciales: 18-12, 32-8, 25-5, 12-5                     | Parciales: 18-12, 32-8, 25-5, 12-5 | Parciales: 18-12, 32-8, 25-5, 12-5                |                                                                              |  |
|             | Estadísticas Contell 21 Morro 8 Langarita 3 Contell 25 | Reporte Pts Reb Asts Val           | Estadísticas 9 Finn 7 O'Donnell 2 Finn 5 McCleane | Pabellón: Aréna Sopron Árbitros: Ewa Matuszewskka Anna Belousova Tijmen Last |  |

### Cuadro por el 9.º-16.º lugar
|  | Partido 13.er lugar | Partido 13.er lugar |              |         | Semifinales 13.er-16.º | Semifinales 13.er-16.º |             |             | Cuartos de final 9.º-16.º | Cuartos de final 9.º-16.º |          |         | Semifinales 9.º-12.º | Semifinales 9.º-12.º |  |  | Partido 9.º. lugar | Partido 9.º. lugar |
|  |                     |                     |              |         |                        |                        |             |             |                           |                           |          |         |                      |                      |  |  |                    |                    |
|  |                     |                     |              |         |                        |                        |             |             | 13 de julio               |                           |          |         |                      |                      |  |  |                    |                    |
|  |                     |                     |              |         |                        |                        |             |             |                           |                           |          |         |                      |                      |  |  |                    |                    |
|  | 16 de julio         | 16 de julio         |              |         | 15 de julio            | 15 de julio            |             |             | Bélgica                   | 66                        |          |         | 15 de julio          | 15 de julio          |  |  | 16 de julio        | 16 de julio        |
|  | 16 de julio         | 16 de julio         |              |         | 15 de julio            | 15 de julio            |             |             | Bélgica                   | 66                        |          |         | 15 de julio          | 15 de julio          |  |  | 16 de julio        | 16 de julio        |
|  | 16 de julio         | 16 de julio         |              |         | 15 de julio            | 15 de julio            | Letonia     | 69          |                           |                           |          |         | 15 de julio          | 15 de julio          |  |  | 16 de julio        | 16 de julio        |
|  | 16 de julio         | 16 de julio         |              | Bélgica | 70                     |                        | Letonia     | 69          |                           |                           |          | Letonia | 78                   |                      |  |  | 16 de julio        | 16 de julio        |
|  | 16 de julio         | 16 de julio         | 13 de julio  | Bélgica | 70                     |                        |             |             |                           |                           |          | Letonia | 78                   |                      |  |  | 16 de julio        | 16 de julio        |
|  | 16 de julio         | 16 de julio         |              |         | Bulgaria               | 56                     |             |             | Suecia                    | 58                        |          |         |                      |                      |  |  | 16 de julio        | 16 de julio        |
|  | 16 de julio         | 16 de julio         | Suecia       | 94      | Bulgaria               | 56                     |             |             | Suecia                    | 58                        |          |         |                      |                      |  |  | 16 de julio        | 16 de julio        |
|  | 16 de julio         | 16 de julio         | Suecia       | 94      |                        |                        |             |             |                           |                           |          |         |                      |                      |  |  | 16 de julio        | 16 de julio        |
|  | 16 de julio         | 16 de julio         |              |         | Bulgaria               | 71                     |             |             |                           |                           |          |         |                      |                      |  |  | 16 de julio        | 16 de julio        |
|  | Bélgica             | 67                  |              |         | Bulgaria               | 71                     | Letonia     | 64          |                           |                           |          |         |                      |                      |  |  |                    |                    |
|  | Bélgica             | 67                  | 13 de julio  |         |                        |                        | Letonia     | 64          |                           |                           |          |         |                      |                      |  |  |                    |                    |
|  | Países Bajos        | 58                  |              |         | Finlandia              | 70                     |             |             |                           |                           |          |         |                      |                      |  |  |                    |                    |
|  | Países Bajos        | 58                  | Países Bajos | 56      | Finlandia              | 70                     |             |             |                           |                           |          |         |                      |                      |  |  |                    |                    |
|  |                     |                     | Países Bajos | 56      | 15 de julio            | 15 de julio            | 15 de julio | 15 de julio |                           |                           |          |         |                      |                      |  |  |                    |                    |
|  |                     |                     | Lituania     | 59      | 15 de julio            | 15 de julio            | 15 de julio | 15 de julio |                           |                           |          |         |                      |                      |  |  |                    |                    |
|  | Partido 15.º lugar  | Partido 15.º lugar  | Lituania     | 59      | Países Bajos           | 58                     |             |             |                           |                           | Lituania | 65      | Partido 11.º lugar   | Partido 11.º lugar   |  |  |                    |                    |
|  | Partido 15.º lugar  | Partido 15.º lugar  | 13 de julio  |         | Países Bajos           | 58                     |             |             |                           |                           | Lituania | 65      | Partido 11.º lugar   | Partido 11.º lugar   |  |  |                    |                    |
|  | 16 de julio         | 16 de julio         |              |         | Irlanda                | 50                     |             |             | Finlandia                 | 79                        |          |         | 16 de julio          | 16 de julio          |  |  |                    |                    |
|  | Bulgaria            | 70                  | Finlandia    | 73      | Irlanda                | 50                     | Suecia      | 71          | Finlandia                 | 79                        |          |         |                      |                      |  |  |                    |                    |
|  | Bulgaria            | 70                  | Finlandia    | 73      |                        |                        | Suecia      | 71          |                           |                           |          |         |                      |                      |  |  |                    |                    |
|  | Irlanda             | 53                  |              |         | Irlanda                | 59                     |             |             | Lituania                  | 44                        |          |         |                      |                      |  |  |                    |                    |

#### Cuartos de final del 9º–16º lugar
| 13 de julio | Bélgica                                                                                  | 66–68                                 | Letonia                                                          | Sopron                                                                      |  |
| 13:00       | Parciales: 15-18, 18-18, 15-13, 18-19                                                    | Parciales: 15-18, 18-18, 15-13, 18-19 | Parciales: 15-18, 18-18, 15-13, 18-19                            |                                                                             |  |
|             | Estadísticas van Eupen 19 Ndabukiye Radjabu 8 van Gils, Ndabukiye Radjabu 3 van Eupen 19 | Reporte Pts Reb Asts Val              | Estadísticas 13 Jasa 5 Ozola, Korzāne Sičeva 3 12 Bulane, Sičeva | Pabellón: Aréna Sopron II Árbitros: Petr Hruša José Pedroso Ruslan Khaligov |  |

| 13 de julio | Países Bajos                                                                         | 56–59 (OT)                                      | Lituania                                                                 | Sopron                                                                               |  |
| 15:15       | Parciales: 8-9, 18-15, 16-14, 11-15 (T.E.: 3-6)                                      | Parciales: 8-9, 18-15, 16-14, 11-15 (T.E.: 3-6) | Parciales: 8-9, 18-15, 16-14, 11-15 (T.E.: 3-6)                          |                                                                                      |  |
|             | Estadísticas Vennema, van Kruistum 17 Toonders 15 Bastiaansen, Vennema 3 Toonders 21 | Reporte Pts Reb Asts Val                        | Estadísticas 24 Zdanevičiūtė 8 Čižauskaitė 3 Zdanevičiūtė 23 Čižauskaitė | Pabellón: Aréna Sopron II Árbitros: Alin Faur Anna Belousova Brigitta Csabai-Kaskötő |  |

| 13 de julio | Suecia                                                  | 94–71                                 | Bulgaria                                                                              | Sopron                                                                  |  |
| 17:30       | Parciales: 23-18, 19-20, 22-15, 30-18                   | Parciales: 23-18, 19-20, 22-15, 30-18 | Parciales: 23-18, 19-20, 22-15, 30-18                                                 |                                                                         |  |
|             | Estadísticas Ekh 23 Johansson 7 Hevinder 6 Johansson 32 | Reporte Pts Reb Asts Val              | Estadísticas 20 Grigorova 6 Grigorova, Madankova 5 Veselinova 15 Grigorova, Madankova | Pabellón: Aréna Sopron II Árbitros: Emma Perry Domen Krajnc Tijmen Last |  |

| 13 de julio | Finlandia                                                           | 73–59                                 | Irlanda                                           | Sopron                                                                             |  |
| 19:45       | Parciales: 21-11, 18-15, 17-13, 17-20                               | Parciales: 21-11, 18-15, 17-13, 17-20 | Parciales: 21-11, 18-15, 17-13, 17-20             |                                                                                    |  |
|             | Estadísticas Seppala 21 Sandvik 14 Ollilainen 9 Seppala, Sandvik 26 | Reporte Pts Reb Asts Val              | Estadísticas 15 Finn 9 Hickey 3 McCleane 9 Hickey | Pabellón: Aréna Sopron II Árbitros: Ewa Matuszewska Blazo Begenisic Alexander Eger |  |

#### Semifinales del 13º–16º lugar
| 15 de julio | Bélgica                                                               | 70–56                                 | Bulgaria                                                         | Sopron |  |
| 13:00       | Parciales: 18-10, 21-12, 14-16, 17-18                                 | Parciales: 18-10, 21-12, 14-16, 17-18 | Parciales: 18-10, 21-12, 14-16, 17-18                            | |  |
|             | Estadísticas van Eupen 28 Kapenga 12 Ndabukiye Radjabu 4 van Eupen 30 | Reporte Pts Reb Asts Val              | Estadísticas 16 Grigorova 7 Grigorova 4 V. Vasileva 18 Grigorova | Pabellón: Aréna Sopron II Asistencia: 20 espectadores Árbitros: Ivana Ivanovic Krešimir Katić Sandra Sánchez González |  |

| 15 de julio | Irlanda                                                                  | 50–58                                | Países Bajos                                              | Sopron |  |
| 15:15       | Parciales: 7–21, 14–12, 11–13, 18–12                                     | Parciales: 7–21, 14–12, 11–13, 18–12 | Parciales: 7–21, 14–12, 11–13, 18–12                      | |  |
|             | Estadísticas S. Hickey 15 S. Hickey 11 S. Hickey, Maguire 2 S. Hickey 24 | Reporte Pts Reb Asts Val             | Estadísticas 18 Huijbens 11 Huijbens 2 Sendar 23 Huijbens | Pabellón: Aréna Sopron II Asistencia: 75 espectadores Árbitros: José Pedroso Aurimas Borusas Mladen Lucic |  |

#### Semifinales del 9º–12º lugar
| 15 de julio | Letonia                                         | 78–58                                | Suecia                                     | Sopron |  |
| 17:30       | Parciales: 23–10, 18–19, 25–9, 12–20            | Parciales: 23–10, 18–19, 25–9, 12–20 | Parciales: 23–10, 18–19, 25–9, 12–20       | |  |
|             | Estadísticas Priede 13 Sila 10 Viksne 3 Sila 14 | Reporte Pts Reb Asts Val             | Estadísticas 11 Collins 9 Ekh 5 Ekh 15 Ekh | Pabellón: Aréna Sopron II Asistencia: 55 espectadores Árbitros: Andrea Bongiorni Brigitta Csabai-Kaskötő Laure Coanus |  |

| 15 de julio | Finlandia                                              | 79–65                                 | Lituania                                                                                          | Sopron                                                                                                 |  |
| 19:45       | Parciales: 16–13, 16–18, 25–14, 22–20                  | Parciales: 16–13, 16–18, 25–14, 22–20 | Parciales: 16–13, 16–18, 25–14, 22–20                                                             | |  |
|             | Estadísticas Taponen 20 Taponen 10 Aarnio 5 Taponen 29 | Reporte Pts Reb Asts Val              | Estadísticas 12 Čižauskaitė 5 Savostaitė, Zdanevičiūtė 6 Zdanevičiūtė 12 Cizauskaite, Motekaitytė | Pabellón: Aréna Sopron II Asistencia: 20 espectadores Árbitros: Emma Perry Ruslan Khaligov Tijmen Last |  |

#### Partido por el 15º lugar
| 16 de julio | Bulgaria                                                                   | 70–53                                 | Irlanda                                                                     | Sopron |  |
| 11:00       | Parciales: 20–17, 18–13, 16–11, 16–12                                      | Parciales: 20–17, 18–13, 16–11, 16–12 | Parciales: 20–17, 18–13, 16–11, 16–12                                       | |  |
|             | Estadísticas Madankova 21 Georgieva, Madankova 10 Georgieva 4 Madankova 19 | Reporte Pts Reb Asts Val              | Estadísticas 11 O'Donnell 9 S. Hickey 2 Finn, McCleane, Maguire 9 O'Donnell | Pabellón: Aréna Sopron II Asistencia: 20 espectadores Árbitros: Alin Faur Ewa Matuszewska Ruslan Khaligov |  |

#### Partido por el 13º lugar
| 16 de julio | Bélgica                                                | 67–58                                 | Países Bajos                                                                                         | Sopron                                                                                                   |  |
| 15:45       | Parciales: 17–17, 19–12, 14–15, 17–14                  | Parciales: 17–17, 19–12, 14–15, 17–14 | Parciales: 17–17, 19–12, 14–15, 17–14                                                                | |  |
|             | Estadísticas Kapenga 17 Kapenga 8 Kapenga 6 Kapenga 24 | Reporte Pts Reb Asts Val              | Estadísticas 13 van Kruistum 11 van Schaik, Toonders 3 van Schaik, Vennema, Huijbens 14 van Kruistum | Pabellón: Aréna Sopron Asistencia: 50 espectadores Árbitros: Ilias Kounelles Karol Kowalski Laure Coanus |  |

#### Partido por el 11º lugar
| 16 de julio | Suecia                                                              | 71–44                               | Lituania                                                                    | Sopron                                                                                                 |  |
| 15:30       | Parciales: 19–4, 13–8, 17–17, 22–15                                 | Parciales: 19–4, 13–8, 17–17, 22–15 | Parciales: 19–4, 13–8, 17–17, 22–15                                         | |  |
|             | Estadísticas Ekh 17 Ström, Ekh, Johansson 5 Ekh, Johansson 5 Ekh 22 | Reporte Pts Reb Asts Val            | Estadísticas 14 Zdanevičiūtė 11 Garčinskaitė 3 Zdanevičiūtė 16 Zdanevičiūtė | Pabellón: Aréna Sopron II Asistencia: 30 espectadores Árbitros: Emma Perry Mladen Lučić Anna Belousova |  |

#### Partido por el 9º lugar
| 16 de julio | Letonia                                            | 64–70                                | Finlandia                                                     | Sopron                                                                                                |  |
| 17:45       | Parciales: 23–13, 16–25, 17–17, 8–15               | Parciales: 23–13, 16–25, 17–17, 8–15 | Parciales: 23–13, 16–25, 17–17, 8–15                          | |  |
|             | Estadísticas Leimane 12 Ozola 8 Vīksne 3 Priede 12 | Reporte Pts Reb Asts Val             | Estadísticas 13 Sandvik 10 Sandvik 8 Ollilainen 19 Ollilainen | Pabellón: Aréna Sopron II Asistencia: 55 espectadores Árbitros: José Pedroso Tijmen Last Domen Krajnc |  |

### Cuadro por el 5º-8º lugar
|  | Semifinales 5º-8º | Semifinales 5º-8º |         |          | Partido 5º lugar | Partido 5º lugar |  |
|  | 15 de julio       | 15 de julio       |         |          | 16 de julio      | 16 de julio      |  |
|  |                   |                   |         |          |                  |                  |  |
|  |                   |                   |         |          |                  |                  |  |
|  | Polonia           | 51                |         |          |                  |                  |  |
|  | Polonia           | 51                |         |          |                  |                  |  |
|  | Portugal          | 58                |         |          |                  |                  |  |
|  | Portugal          | 58                |         | Portugal | 50               |                  |  |
|  |                   |                   |         | Portugal | 50               |                  |  |
|  |                   |                   | Hungría | 75       |                  |                  |  |
|  | Serbia            | 66                | Hungría | 75       |                  |                  |  |
|  | Serbia            | 66                |         |          |                  |                  |  |
|  | Hungría           | 82                |         |          | Partido 7º lugar | Partido 7º lugar |  |
|  | Hungría           | 82                |         |          | Partido 7º lugar | Partido 7º lugar |  |
|  |                   |                   |         |          |                  |                  |  |
|  |                   |                   |         |          | Polonia          | 70               |  |
|  |                   |                   |         |          | Polonia          | 70               |  |
|  |                   |                   |         |          | Serbia           | 57               |  |
|  |                   |                   |         |          | Serbia           | 57               |  |
|  |                   |                   |         |          |                  |                  |  |

#### Semifinales del 5º–8º lugar
| 15 de julio | Polonia                                                          | 51–58                                | Portugal                                                                            | Sopron |  |
| 13:30       | Parciales: 14–12, 11–19, 14–9, 12–18                             | Parciales: 14–12, 11–19, 14–9, 12–18 | Parciales: 14–12, 11–19, 14–9, 12–18                                                | |  |
|             | Estadísticas Borkowska 14 Piechowiak 9 Kuczyńska 4 Piechowiak 20 | Reporte Pts Reb Asts Val             | Estadísticas 14 Barreto 5 Barreto, Paisana, Carregosa 3 Barreto, Paisana 11 Barreto | Pabellón: Aréna Sopron Asistencia: 25 espectadores Árbitros: Sergii Zashchuk Blazo Begenisic Alexander Eger |  |

| 15 de julio | Hungría                                            | 82–66                                 | Serbia                                             | Sopron                                                                                                 |  |
| 15:45       | Parciales: 21–16, 19–18, 21–15, 21–17              | Parciales: 21–16, 19–18, 21–15, 21–17 | Parciales: 21–16, 19–18, 21–15, 21–17              | |  |
|             | Estadísticas Dombai 25 Madár 10 Dombai 6 Dombai 29 | Reporte Pts Reb Asts Val              | Estadísticas 12 Rosić 9 Boricic 5 Corto 18 Boricic | Pabellón: Aréna Sopron Asistencia: 150 espectadores Árbitros: Petr Hrůša Karol Kowalski Anna Belousova |  |

#### Partido por el 7º lugar
| 16 de julio | Polonia                                                            | 70–57                                 | Serbia                                                        | Sopron |  |
| 13:30       | Parciales: 20–13, 13–16, 22–12, 15–16                              | Parciales: 20–13, 13–16, 22–12, 15–16 | Parciales: 20–13, 13–16, 22–12, 15–16                         | |  |
|             | Estadísticas Rogozińska 19 Piechowiak 9 Rogozińska 6 Rogozińska 25 | Reporte Pts Reb Asts Val              | Estadísticas 16 Matic 10 Bukvić 4 Tripkovic, Bukvić 23 Bukvić | Pabellón: Aréna Sopron II Asistencia: 20 espectadores Árbitros: Andrea Bongiorni Alexander Eger Sandra Sánchez González |  |

#### Partido por el 5º lugar
| 16 de julio | Portugal                                                      | 50–75                                | Hungría                                              | Sopron                                                                                                  |  |
| 13:15       | Parciales: 8–23, 13–20, 16–15, 13–17                          | Parciales: 8–23, 13–20, 16–15, 13–17 | Parciales: 8–23, 13–20, 16–15, 13–17                 | |  |
|             | Estadísticas Paisana 10 Vieira 9 Paisana, Azulay 2 Paisana 10 | Reporte Pts Reb Asts Val             | Estadísticas 16 Dombai 9 Madar 5 Dul, Boros 24 Madar | Pabellón: Aréna Sopron Asistencia: 150 espectadores Árbitros: Petr Hrůša Krešimir Katić Blazo Begenisic |  |

### Fase final

#### Cuartos de final
| 13 de julio | Italia                                                  | 72–46                                | Serbia                                                              | Sopron |  |
| 13:30       | Parciales: 14–6, 21–16, 19–10, 18–14                    | Parciales: 14–6, 21–16, 19–10, 18–14 | Parciales: 14–6, 21–16, 19–10, 18–14                                | |  |
|             | Estadísticas Panzera 15 Panzera 13 Panzera 6 Panzera 27 | Reporte Pts Reb Asts Val             | Estadísticas 14 Matic 7 Boricic 2 Bukvic, Boricic 9 Matic, Vučković | Pabellón: Aréna Sopron Asistencia: 110 espectadores Árbitros: Sergii Zashchuk Gintaras Mačiulis Laure Coanus |  |

| 13 de julio | República Checa                                                             | 64–43                                | Polonia                                                | Sopron |  |
| 15:45       | Parciales: 18–12, 10–12, 26–10, 10–9                                        | Parciales: 18–12, 10–12, 26–10, 10–9 | Parciales: 18–12, 10–12, 26–10, 10–9                   | |  |
|             | Estadísticas Paurová 15 Vydrová 9 Zeithammerová 5 Zeithammerová, Paurová 15 | Reporte Pts Reb Asts Val             | Estadísticas 13 Szymkiewicz 4 Szymkiewicz 10 Borkowska | Pabellón: Aréna Sopron Asistencia: 60 espectadores Árbitros: ilias Kounelles Mladen Lucic Sandra Sánchez González |  |

| 13 de julio | Hungría                                                 | 56–70                                | España                                                 | Sopron |  |
| 18:00       | Parciales: 18–22, 20–14, 10–23, 8–11                    | Parciales: 18–22, 20–14, 10–23, 8–11 | Parciales: 18–22, 20–14, 10–23, 8–11                   | |  |
|             | Estadísticas Boros 22 Madar 11 Dombai 5 Boros, Madar 13 | Reporte Pts Reb Asts Val             | Estadísticas 13 Contell 6 Dembele 8 Dembele 24 Dembele | Pabellón: Aréna Sopron Asistencia: 200 espectadores Árbitros: Martin Horozov Aurimas Borusas Krešimir Katić |  |

| 13 de julio | Francia                                         | 77–35                              | Portugal                                                         | Sopron |  |
| 20:15       | Parciales: 14–8, 21–9, 23–6, 19–12              | Parciales: 14–8, 21–9, 23–6, 19–12 | Parciales: 14–8, 21–9, 23–6, 19–12                               | |  |
|             | Estadísticas Guèye 18 Guèye 9 Astier 9 Guèye 27 | Reporte Pts Reb Asts Val           | Estadísticas 10 Carregosa 5 Barreto, Carregosa 3 Vieira 9 Vieira | Pabellón: Aréna Sopron Asistencia: 30 espectadores Árbitros: Ivana Ivanovic Andrea Bongiorni Karol Kowalski |  |

#### Semifinales
| 15 de julio | España                                            | 56–40                                | Italia                                                              | Sopron |  |
| 18:00       | Parciales: 10–15, 10–11, 19–4, 17–10              | Parciales: 10–15, 10–11, 19–4, 17–10 | Parciales: 10–15, 10–11, 19–4, 17–10                                | |  |
|             | Estadísticas Contell 14 Morro 8 Lamana 3 Morro 14 | Reporte Pts Reb Asts Val             | Estadísticas 8 Natali, Gilli 12 Panzera 1 ocho jugadoras 14 Panzera | Pabellón: Aréna Sopron Asistencia: 100 espectadores Árbitros: Ilias Kounelles Gintaras Mačiulis Ewa Matuszewska |  |

| 15 de julio | República Checa                                                   | 65–63                                 | Francia                                            | Sopron                                                                                              |  |
| 20:15       | Parciales: 21–14, 11–22, 17–15, 16–12                             | Parciales: 21–14, 11–22, 17–15, 16–12 | Parciales: 21–14, 11–22, 17–15, 16–12              | |  |
|             | Estadísticas Kadlecová 23 Malíková 11 Zeithammerová 6 Malíková 17 | Reporte Pts Reb Asts Val              | Estadísticas 18 Astier 11 Touré 8 Astier 24 Astier | Pabellón: Aréna Sopron Asistencia: 100 espectadores Árbitros: Martin Horozov Alin Faur Domen Krajnc |  |

#### Partido por la medalla de bronce
| 16 de julio | Francia                                          | 48–64                                 | Italia                                               | Sopron |  |
| 18:00       | Parciales: 12–17, 11–24, 15–11, 10–12            | Parciales: 12–17, 11–24, 15–11, 10–12 | Parciales: 12–17, 11–24, 15–11, 10–12                | |  |
|             | Estadísticas Guèye 22 Guèye 12 Astier 5 Guèye 23 | Reporte Pts Reb Asts Val              | Estadísticas 27 Panzera 8 Gilli 4 Panzera 22 Panzera | Pabellón: Aréna Sopron Asistencia: 100 espectadores Árbitros: Martin Horozov Gintaras Mačiulis Brigitta Csabai-Kaskötő |  |

#### Final
| 16 de julio | República Checa                                                                  | 42–47                                | España                                                                     | Sopron |  |
| 20:15       | Parciales: 10–12, 4–11, 14–14, 14–10                                             | Parciales: 10–12, 4–11, 14–14, 14–10 | Parciales: 10–12, 4–11, 14–14, 14–10                                       | |  |
|             | Estadísticas Paurová 13 Zeithammerová 8 Zeithammerová 3 Zeithammerová, Paurová 9 | Reporte Pts Reb Asts Val             | Estadísticas 16 Alarcón 16 14 Morro 2 Dembele, Rueda, Buenavida 12 Alarcón | Pabellón: Aréna Sopron Asistencia: 750 espectadores Árbitros: Sergii Zashchuk Ivana Ivanovic Aurimas Borusas |  |

| Bandera de España         |
| Campeón España 9.° título |

## Medallero
| República Checa | España | Italia |
| Kateřina Zeithammerová Lucie Ceralová Petra Malíková Julia Vydrová Eliška Brejchová Monika Fučíková Martina Pokorná Valentýna Kadlecová Jesika Hibalová Kateřina Vejvodová Dominika Paurová Natálie Vičková | Gedna Capel Júlia Rueda Begoña de Santiago Mama Dembelé Laia Lamana Gisela Sánchez Txell Alarcón Elena Buenavida Claudia Langarita Claudia Contell Elba Garfella Noa Morro | Caterina Gilli Ilaria Panzera Giulia Natali Vittoria Allievi Vittoria Blasigh Silvia Colognesi Irene Guarise Marta Pellegrini Sara Ronchi Ashley Egwoh Caterina Logoh Sofia Varaldi |

## Clasificación final
– Desciende a la División B. 
| Pos.              | Equipo          | Pts | G-P | PF  | PC  | Dif. |
| ----------------- | --------------- | --- | --- | --- | --- | ---- |
| Medalla de oro    | España          | 14  | 7–0 | 515 | 302 | +213 |
| Medalla de plata  | República Checa | 13  | 6–1 | 436 | 347 | +89  |
| Medalla de bronce | Italia          | 13  | 6–1 | 448 | 306 | +142 |
| 4º                | Francia         | 10  | 3–4 | 451 | 393 | +58  |
| 5º                | Hungría         | 12  | 5–2 | 508 | 427 | +81  |
| 6º                | Portugal        | 11  | 4–3 | 425 | 404 | +21  |
| 7º                | Polonia         | 11  | 4–3 | 457 | 419 | +38  |
| 8º                | Serbia          | 10  | 3–4 | 437 | 456 | -19  |
| 9º                | Finlandia       | 11  | 4–3 | 456 | 470 | -14  |
| 10º               | Letonia         | 11  | 4–3 | 460 | 447 | +13  |
| 11º               | Suecia          | 11  | 4–3 | 479 | 444 | +35  |
| 12º               | Lituania        | 9   | 2–5 | 355 | 475 | -120 |
| 13º               | Bélgica         | 9   | 2–5 | 401 | 463 | -62  |
| 14º               | Países Bajos    | 8   | 1–6 | 345 | 483 | -138 |
| 15º               | Bulgaria        | 8   | 1–6 | 405 | 567 | -162 |
| 16º               | Irlanda         | 7   | 0–7 | 360 | 522 | -162 |

### Premios
| Quinteto ideal                                                           |
| ------------------------------------------------------------------------ |
| Claudia Contell Noa Morro Valentýna Kadlecová Ilaria Panzera Réka Dombai |
| MVP: Claudia Contell                                                     |